# Collégiale Saint-Jean-Baptiste de Rouvres-en-Plaine
La collégiale Saint-Jean-Baptiste est une église catholique située à Rouvres-en-Plaine, dans le département de la Côte-d'Or, en France. Elle a été classée au titre des monuments historiques par la liste de 1862. 

### Sources et bibliographie
- Didier Sécula, « L'église Saint-Jean Baptiste de rouvres-en-Plaine - Étude architecturale », Mémoires de la Commission des Antiquités de la Côte-d'Or, tome XXXVII, 1993-1996, p. 289-321 (Article en ligne sur le site de la Bibliothèque municipale de Dijon).